# Artur Olech
Artur Olech (Leopoli, 22 giugno 1940 – Breslavia, 12 agosto 2010) è stato un pugile polacco.

## Palmarès

### Olimpiadi
- 2 medaglie:
  - 2 argenti (Tokyo 1964 nei pesi mosca; Città del Messico 1968 nei pesi mosca)

### Europei dilettanti
- 1 medaglia:
  - 1 bronzo (Bucarest 1969 nei pesi mosca)